# Scelio clarus
Scelio clarus är en stekelart som beskrevs av Fouts 1934. Scelio clarus ingår i släktet Scelio och familjen Scelionidae. Inga underarter finns listade i Catalogue of Life.